# 천위펑 (작곡가)
천위펑(중국어 간체자: 陈宇鹏, 병음: Chén Yǔpéng, 한자음: 진우붕, 1984년 1월 15일 ~ )은 중국의 작곡가이다. 예명은 천즈이(중국어 간체자: 陈致逸, 병음: Chen Zhiyi, 한자음: 진치일)이다. 2019년부터 2023년까지 미호요의 음악 스튜디오 호요-믹스(HOYO-MiX)에서 음악 프로듀서로 활동하며 《원신》의 곡을 썼다.
1984년 1월 15일 중국 후난성 창사시에서 태어났다. 상하이 음악 대학에서 수학하였으며 천광롱과 함께 영화 《대상해》, 《후난성 전투》, 《캡틴 파일럿》의 음악을 맡았다.